# Unicable
L'Unicable (noto anche come SCR) è un sistema di distribuzione del segnale satellitare nato con la finalità di rendere sufficiente un unico cavo per distribuire il segnale in maniera indipendente su più utenze ed eliminando così il problema del montaggio di un cavo per ogni discesa.
Gli LNB tradizionali, infatti, non consentono di gestire contemporaneamente più decoder in maniera indipendente se non a patto di sintonizzare tutti i decoder su emittenti trasmesse con stessa banda e polarizzazione.
Per sopperire a questa mancanza, solitamente, si installano LNB a 2, 4 o 8 uscite, oppure dei multiswitch a più uscite abbinati ad un LNB-quattro.
Quest'ultimo è un tipo particolare di LNB SCR a 1 uscita, (UNICAVO) dove l'intera gamma di frequenze viene convertita if/if in 4 porzioni denominate 1,2,3,4 oppure a,b,c,d, una porzione 25% dei segnali di banda bassa/alta ed orizzontale/verticale, dell'intera banda viene convertita (la richiesta viene effettua da un ricevitore satellitare) ed assegnata alla porzione di banda corrispondente ad a,b,c,d. La conversione dipende dall'oscillatore del ricevitore sat richiedente (stb). Le frequenze fisse (per My Sky sono a1210, b1420, c1680, d2040), decise al momento dell'installazione, diversa per ogni stb (set top box). Oltre alla frequenza a,b,c,d (diversa per ogni ricevitore satellitare) il stb deve inviare all'scr una stringa contenente i parametri del canale da sintonizzare. In base alla stringa l'scr opera la conversione, esclusivamente su una porzione di banda a,b,c,d quella dell'oscillatore che lo ha richiesto ed occuperà solo alla porzione di banda del 25% sul cavo e che giungerà al solo stb richiedente. Sull'UNICO cavo, rimarrà libero il 75% per altre 3 conversioni.
Un LNB di tipo Unicable, pertanto, facilita l'adeguamento di un impianto preesistente o la creazione di un impianto ex novo.
Affinché sia possibile sfruttare questa tecnologia è richiesto l'utilizzo di ricevitori satellitari compatibili con il protocollo Unicable come i My Sky e i My Sky HD ed anche gli Sky HD. Recentemente sul mercato sono apparsi anche ricevitori FTA (free to Air) per la ricezione dei canali in chiaro in grado di sfruttare questa tecnologia.